# Homington
Homington – wieś w Anglii, w Wiltshire, w dystrykcie (unitary authority) Wiltshire, w civil parish Coombe Bissett. Leży 4,5 km od miasta Salisbury i 132,4 km od Londynu. W 1931 roku civil parish liczyła 134 mieszkańców. Homington jest wspomniana w Domesday Book (1086) jako Humi(n)tone.